# Creation Engine
Creation Engine es un motor gráfico creado por Bethesda Game Studios basado en el motor Gamebryo. Creation Engine se ha utilizado para crear videojuegos de rol, como The Elder Scrolls V: Skyrim, Fallout 4, Fallout 76. Y más recientemente, Starfield.

## Desarrollo
Creation Engine es un motor interno creado por Bethesda (XnGine es el motor interno anterior de Bethesda). Después de usar Gamebryo para crear The Elder Scrolls III: Morrowind, The Elder Scrolls IV: Oblivion y Fallout 3, Bethesda decidió que los gráficos de Gamebryo estaban quedando obsoletos y comenzó a trabajar en Creation Engine para su próximo juego, The Elder Scrolls V: Skyrim, bifurcando la base de código de Gamebryo utilizada para Fallout 3. Ninguna de las mejoras en el motor de Fallout: New Vegas se traspasó al motor de creación, debido a una compañía diferente (Obsidian Entertainment) que desarrolló ese juego.
Tras la finalización de Skyrim, Bethesda se propuso mejorar el núcleo gráfico del motor de Creación al primero agregar un renderizador diferido con base física para permitir una iluminación más dinámica y pintar superficies de objetos de materiales con materiales realistas. Bethesda trabajó con la empresa de tecnología Nvidia para implementar la iluminación volumétrica a través de una técnica que utiliza la teselación de hardware. La versión actualizada del motor de creación que alimenta Fallout 4 de Bethesda, ofrece una generación de caracteres más avanzada.

## Características
Havok Behavior es una herramienta de animación flexible que permite a los desarrolladores fusionar animaciones entre sí en unos pocos clics. Esto significa que las animaciones como caminar y correr se pueden combinar a la perfección para que las animaciones se vean mucho más realistas. Esta importante adición permitió a Bethesda mejorar las animaciones de los personajes en sus juegos.
Una versión mejorada de Radiant AI permite que los personajes no jugadores (NPC) reaccionen dinámicamente e interactúen con el mundo que les rodea. El jugador puede observar a un NPC desayunar, ir al trabajo, ir al pub y luego irse a dormir. La IA mejorada permite a los NPC reaccionar a las acciones del jugador y pueden volverse amigables u hostiles con el jugador debido a sus acciones.
Radiant Story permite a los NPC crear dinámicamente nuevas misiones para el jugador en lugares inexplorados.
En juegos anteriores, Bethesda había licenciado Speed Tree para árboles y follaje, pero al hacer Skyrim con Creation Engine, el equipo de Bethesda hizo su propio sistema de renderizado de follaje. El nuevo sistema es capaz de generar grandes cantidades de follaje a la vez y permite una mayor libertad con animaciones.

## Creation Kit
The Creation Kit es una herramienta de modificación para los juegos de Creation Engine. Fue creado por Bethesda Game Studios para la comunidad de modding de la serie The Elder Scrolls. La herramienta se puede usar para crear mundos, razas, NPC, armas, actualizar texturas y corregir errores. Las modificaciones creadas con esta herramienta se alojan en Steam Workshop, Nexus Mods, Bethesda.net y otros sitios.
Un kit de creación compatible con Fallout 4 se lanzó en abril de 2016.